# Держава Башкортостан
Держава Башкортостан  — модерна національна держава башкортської нації у ХХ столітті. Проголошена 15 листопада 1917 Башкирським крайовим шуро і затверджена Установчими з'їздом Башкурдистана. Створені Башкирське військо 1917—1919, Башкирський уряд, парламент, державна символіка. Окупована та ліквідована внаслідок інтервенції комуністичної Росії. Основні території Держави Башкортостан перебувають у складі Республіки Башкортостан, яку тимчасово контролює Російська Федерація. 

Кордони Великої Башкирії

## Історія
Після Лютневої революції 1917 розпочався національний рух за відновлення Держави Башкортостан, ліквідованої Московською імперією у 18 столітті. 
У липні-серпні 1917 в Оренбурзі і в Уфі пройшли I і II Всебашкирські з'їзди (курултаї), де було прийнято рішення про необхідність створення «демократичної республіки на національно-територіальних засадах» в складі федеративної Московії. Вибране першим і переобране другим курултаями Башкирське крайове (центральне) шуро (рада) працювало в Оренбурзі і готувалося до Всеросійських Установчих зборів, які повинні були відбутися в січні 1918. Однак Жовтневий переворот, який здійснили кримінальники на чолі з Владіміром Лєніним, змінили алгоритм відновлення башкортської держави. 
11 листопада 1917 Башкірський Уряд, що знаходився в Оренбурзі, підтвердив необхідність для башкортів власного національного самоврядування. А 15 листопада Башкортрське крайове шуро прийняло постанову про проголошення автономії Башкортостану. Його підписали голова шуро Шаріф Манатов, заступник Ахмет-Закі Валіді, секретар шуро Шайхзада Бабич і шість завідувачів відділами шуро. 
В ухвалі йдеться: «Башкирське крайове шуро оголошує башкирську територію Оренбурзької, Уфімської, Самарської і Пермської губерній з 15 листопада автономною частиною Російської республіки». Війська, банки, залізниці, пошта, телеграф, збір податків передавалися у відання державних установ Башкурдістана, а адміністративний поділ на губернії і повіти замінювалося кантонами - традиційний для башкортів.
Ці постанови уряду республіки затверджені на III Всебашкортському з'їзді (курултай), який пройшов 8-20 грудня 1917 в Оренбурзі і називався установчим. Установчий курултай визначив заходи для здійснення автономного управління Башкортостана, а також засновано Кесе-Курултай (передпарламент), що складався з представників населення краю по одному на кожні 100 тисяч чоловік пропорційно чисельности кожної народності.

### Московський заколот
У ніч із 3 на 4 лютого 1918 так званий Мусульманський ревком, що перебував під контролем Москви, викрав 7 членів Башкортського Уряду. Постанови про арешт не існувало - її заднім числом похапцем затверджено Оренбурзьким губернським ревкомом. Проте вже у ніч з 3 на 4 квітня 1918 урядовці були звільнені під час спільної акції урядової башкортської армії та союзних їм козаків. У кінці травня була повністю відновлена робота органів влади Держави Башкортостан.

## Органи влади республіки

Державний прапор Башкортостану

Вищим органом влади автономного Башкортостана був парламент — Кесе-Курултай. Депутатами парламенту могли обиратися «особи обох статей, не молодше 22 років, незалежно від національності і віри». Термін повноважень депутатів — 3 роки.
Предпарламент республіки обирався на Всебашкірських курултаях (з'їздах) в кількості 22 членів. Передпарламенту було надано право призначити міністрів і уряд республіки. Першим головою Кесе-Курултаю був обраний Юнис Бікбов.
Виконавчу владу представляло Башкирське обласне (центральне) шуро.
Уряд складався з наступних відділів (листопад 1917):
- Військовий — Ільдархан Ібрагімович Мутін;
- Фінансовий — Фатіх Давлетшін;
- Економічний — Джангар Аміров;
- Народної освіти — Муса Смаков;
- Статистики — Галіахмет Хасанов;
- Землеробства — Галіахмет Аітбаєв;
- Духовних справ — Сагіт Мрясов.

З метою охорони громадського порядку в республіці в липні 1918 була організована башкортська міліція, яку очолив Біїшев.